# Paraclius nigrocaudatus
Paraclius nigrocaudatus är en tvåvingeart som beskrevs av Van Duzee 1918. Paraclius nigrocaudatus ingår i släktet Paraclius och familjen styltflugor.
Artens utbredningsområde är Montana. Inga underarter finns listade i Catalogue of Life.